# Colt Woodsman

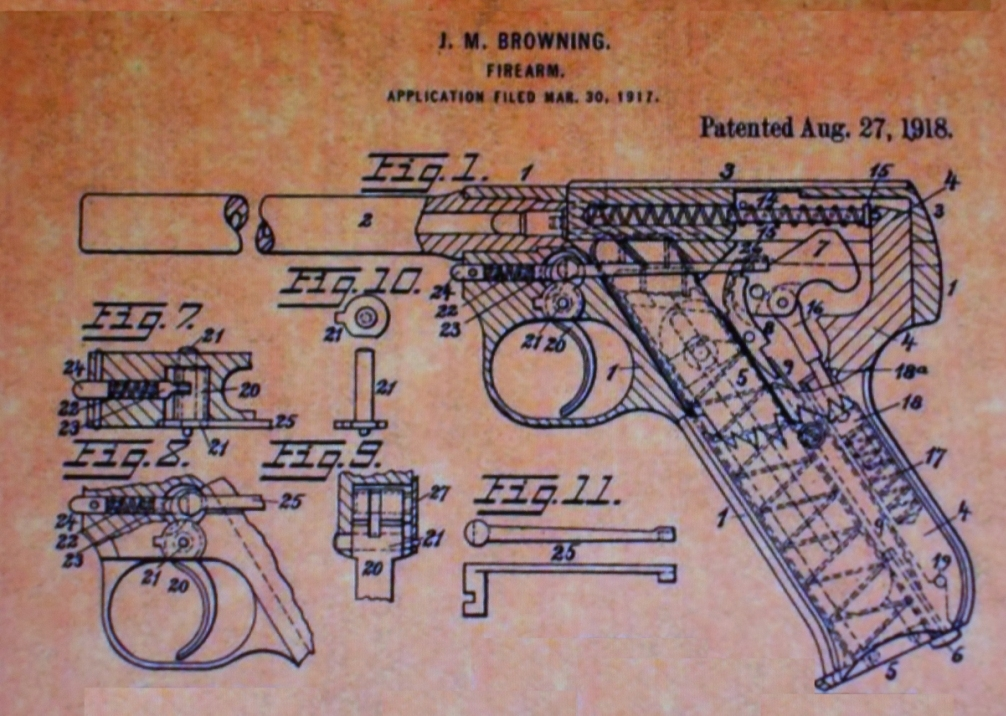
Browning Patent 1918 der .22 Colt Woodsman Pistole

Die Colt Woodsman ist eine US-amerikanische Kleinkaliberpistole.

## Entwicklung
Der Ursprungsentwurf stammte von John Moses Browning. Zunächst nur für den sportlichen Einsatz als Scheiben-Pistole gedacht, stellte sich die Waffe als ebenso beliebt bei Jägern, Fallenstellern und Campern heraus. Der Name der Erstauflage von 1915 lautete Colt Caliber .22 Target Model. In Berücksichtigung des immer breiteren Absatzmarktes wurde die Pistole ab 1927 dann in Colt Woodsman umbenannt. Das Modell erwies sich als sehr erfolgreich. Woodsman-Pistolen wurden über 6 Jahrzehnte hinweg bei Colt gefertigt und in vielerlei Varianten aufgelegt. Insgesamt entstanden davon mehr als 690.000 Exemplare.

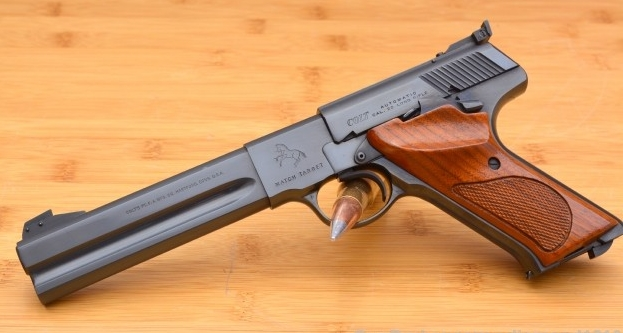
Colt Woodsman Match Target, ab 1947, Zusatzgewicht unter dem Lauf

## Technik
Die Woodsman war eine der ersten zuverlässigen Selbstladepistolen für Randfeuerpatronen im Kaliber .22 lfB. Sie hatte einen für Sportpistolen typischen flachen Griffwinkel. Dies hatte neben ergonomischen auch technische Gründe. Der Griffwinkel erforderte eine starke Neigung des Stangenmagazins nach vorn. Die einzelnen Patronen lagen dadurch leicht hintereinander versetzt. Das verhinderte, dass sich die hervorstehenden Patronenränder miteinander verhakten, und vermied somit  Ladehemmungen. Die Waffe war robust gebaut, wenn auch spartanisch ausgestattet. Sie hatte keinen außenliegenden Hahn; weder eine Griff- noch eine Magazinsicherung waren vorhanden. Auch ein Schlittenfang fehlte zunächst. Dieses Merkmal wurde jedoch in späteren Nachkriegsmodellen ab 1947 eingebaut, ebenso wie eine Magazinsicherung. Die Pistole war ein konventioneller Rückstoßlader mit fest montierten, in den Target-Versionen charakteristisch langem Lauf.

## Grundvarianten
- Target: Standard-Modell, anfangs mit 65/8-Zoll-Lauf
- Sport: kompaktere Version für Jagd und Freizeit mit kürzerem, zumeist 4½-Zoll-Lauf
- Match Target: Präzisions-Modell mit schwerem, anfangs 65/8-Zoll-Lauf und ausgeformten Griffstücken[2]
- Military Match Target: in geringer Auflage für die US-amerikanischen Streitkräfte (1942–1944)[4]